# Derris elliptica
Derris elliptica är en ärtväxtart som först beskrevs av Nathaniel Wallich, och fick sitt nu gällande namn av George Bentham. Derris elliptica ingår i släktet Derris och familjen ärtväxter.

## Underarter
Arten delas in i följande underarter:
- D. e. chittagongensis
- D. e. elliptica
- D. e. malacensis
- D. e. tonkinensis

## Bildgalleri

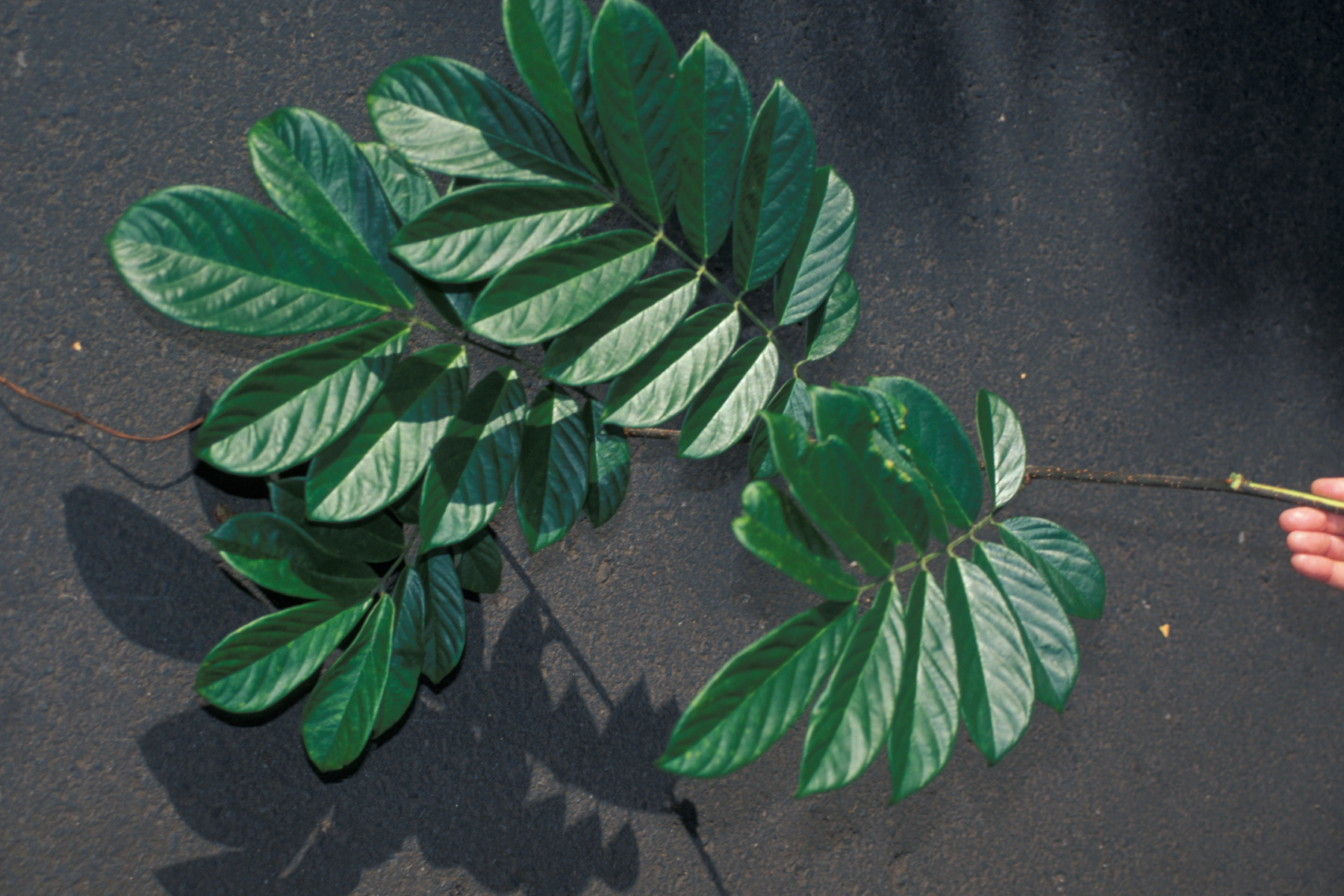
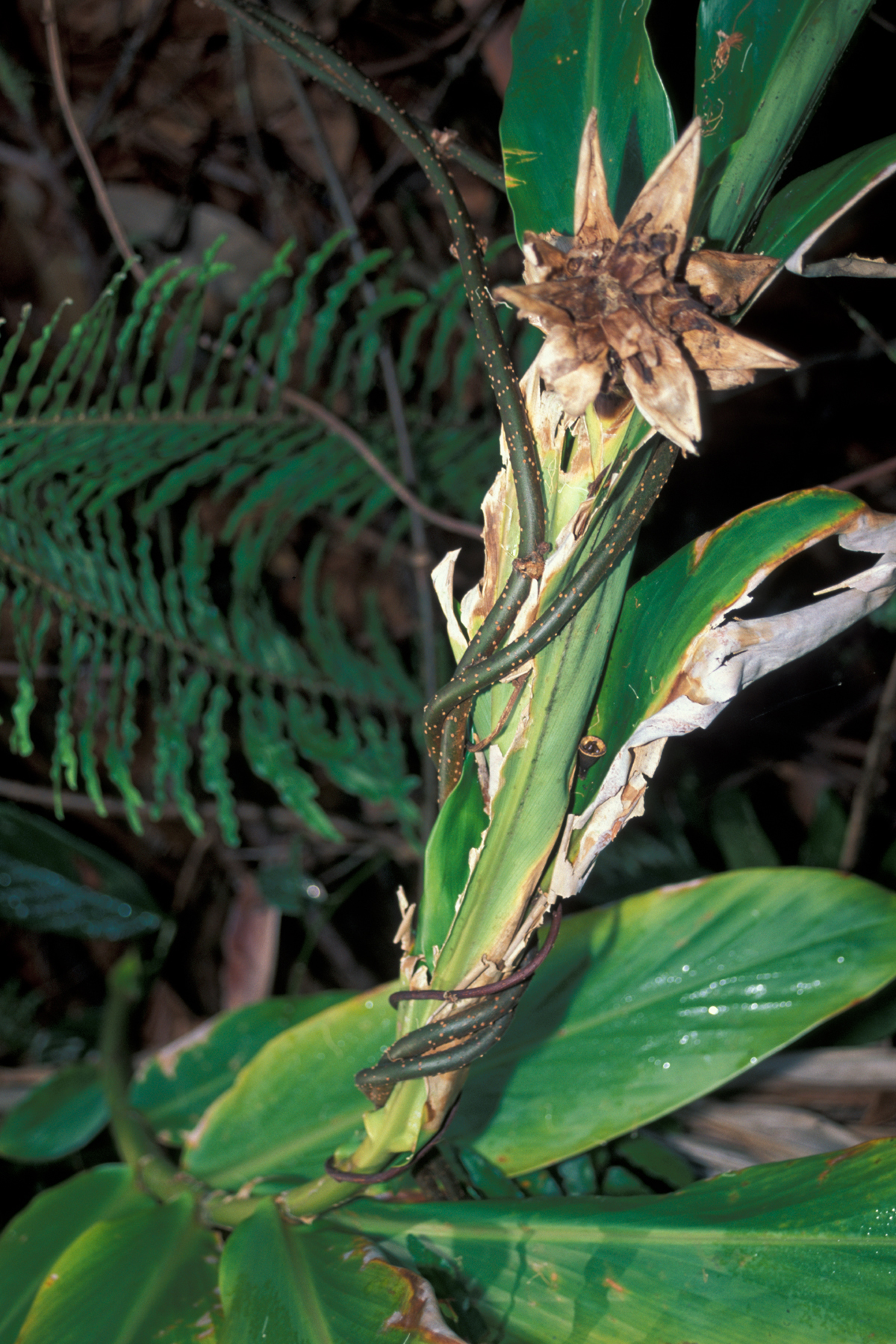